# اثر القایی
در شیمی، اثر القایی (به انگلیسی: Inductive effect) در یک مولکول، یک تغییر موضعی در چگالی الکترون به دلیل گروه‌های الکترون‌کشنده یا الکترون‌دهنده در نقاط دیگر مولکول است که در نتیجه یک دوقطبی دائمی در یک پیوند ایجاد می‌شود. برخلاف اثر الکترومری که در پیوند π (پای) وجود دارد، این اثر در یک پیوند σ (سیگما) نیز وجود دارد.
اتم‌های هالوژن در یک آلکیل هالید الکترون‌کشنده هستند در حالی که گروه‌های آلکیل تمایل به اهدای الکترون دارند. اگر اتم یک الکترونگاتیو به زنجیره‌ای از اتم‌ها، معمولاً کربن، متصل شود، بار مثبت به اتم‌های دیگر زنجیره منتقل می‌شود. این اثر القایی الکترون‌کشنده است که به عنوان اثر -I نیز شناخته می‌شود. به‌طور خلاصه، گروه‌های آلکیل تمایل به اهدای الکترون دارند که منجر به اثر +I می‌شود. مبنای تجربی آن ثابت یونش است. این اثر با اثر مزومری متفاوت است و اغلب مخالف آن عمل می‌کند.

## همچنین ببینید
- اثر مزومری